# Mănărade
Mănărade (deutsch Donnersmarkt, ungarisch Monora oder Monorád) ist ein Dorf der rumänischen Gemeinde Blaj im Kreis Alba. Der deutsche Name Donnersmarkt leitet sich vom ehemaligen Marktrecht ab.

## Geographie
Mănărade liegt in Siebenbürgen am Fluss Târnava Mare. Nördlich des Ortes führen die Nationalstraße 14B und die Bahnstrecke Teiuș–Brașov vorbei. Bodenschatz ist das Salz eines Urmeeres, welches durch Solequellen an die Oberfläche dringt. Die höchste Erhebung des Ortes ist der Burgberg mit 486 m ü. NN.

## Geschichte
1205 wird Mănărade als possessio Monera erwähnt. 1263 wird die Ortschaft von König Stephan V. an das Dorf Jule übertragen. 1320 wird es als Besitz des Klosters Igriș erwähnt. 1336 wird es zum Marktflecken erhoben. 1500 wird das Kloster Igris aufgelöst, und das Dorf kommt zum Bistum Tschander. 1713 werden zum ersten Mal Rumänen als Einwohner erwähnt.
In der josephinischen Landesaufnahme in Transsilvanien zwischen 1769 und 1773 (Abschnitt 172) erschien das Dorf als Monora. 1772 wurde der Ort mit 82 anderen von Maria Theresia an den Grafen Teleki verpfändet. 1817 verlor Donnersmarkt das Marktrecht. Zwischen 1863 und 1869 wurde die neue Kirche gebaut und 1912 das Rathaus. Aufgrund der Abwanderung von 1980 bis 1995 verblieben weniger als zwölf Siebenbürger Sachsen in Donnersmarkt und die evangelische Kirchengemeinde wurde aufgelöst. Die Kirche wurde zur Nutzung an die rumänische griechisch-katholische Kirche übergeben.

## Fotos

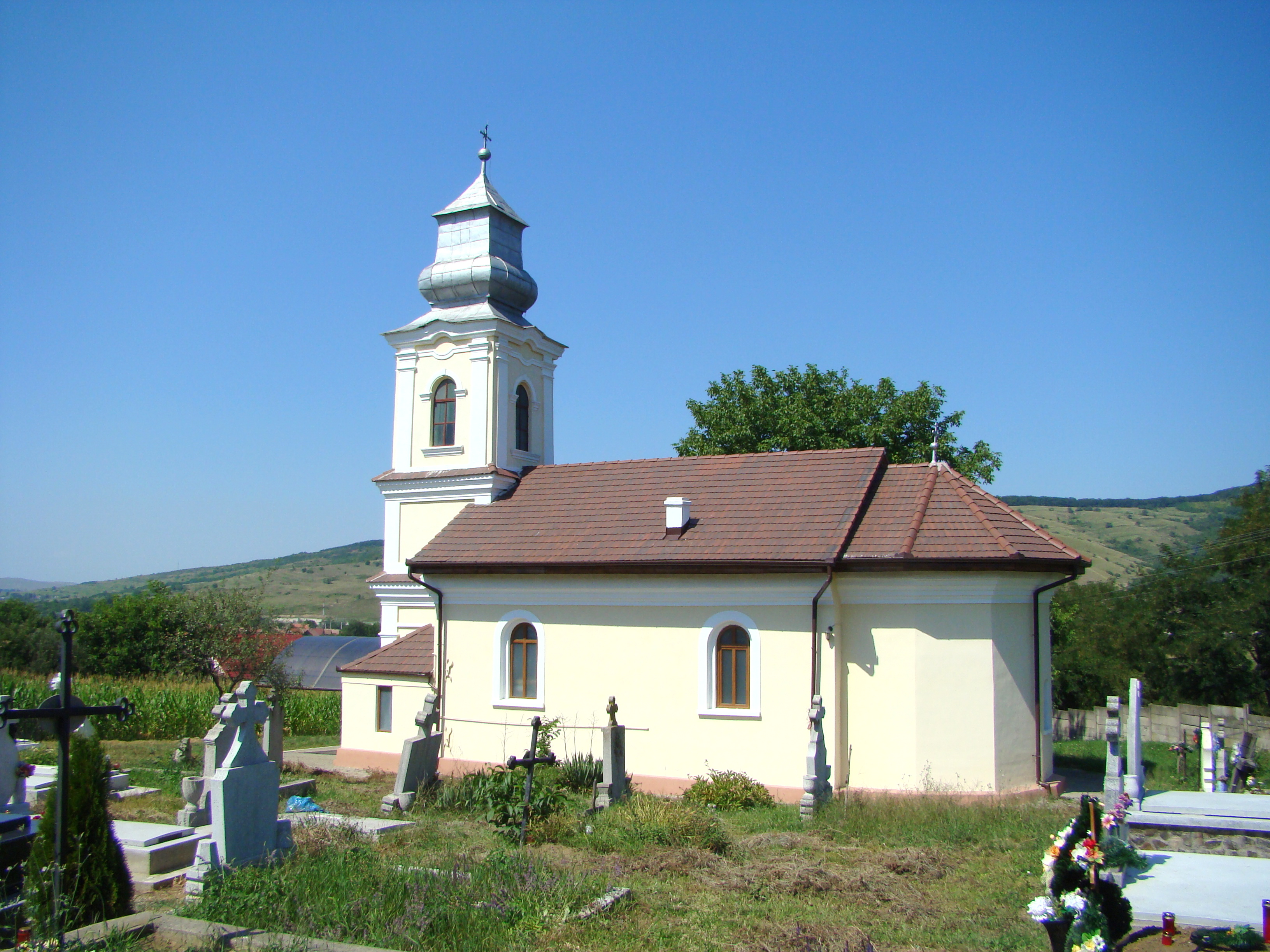
Verklärungskirche
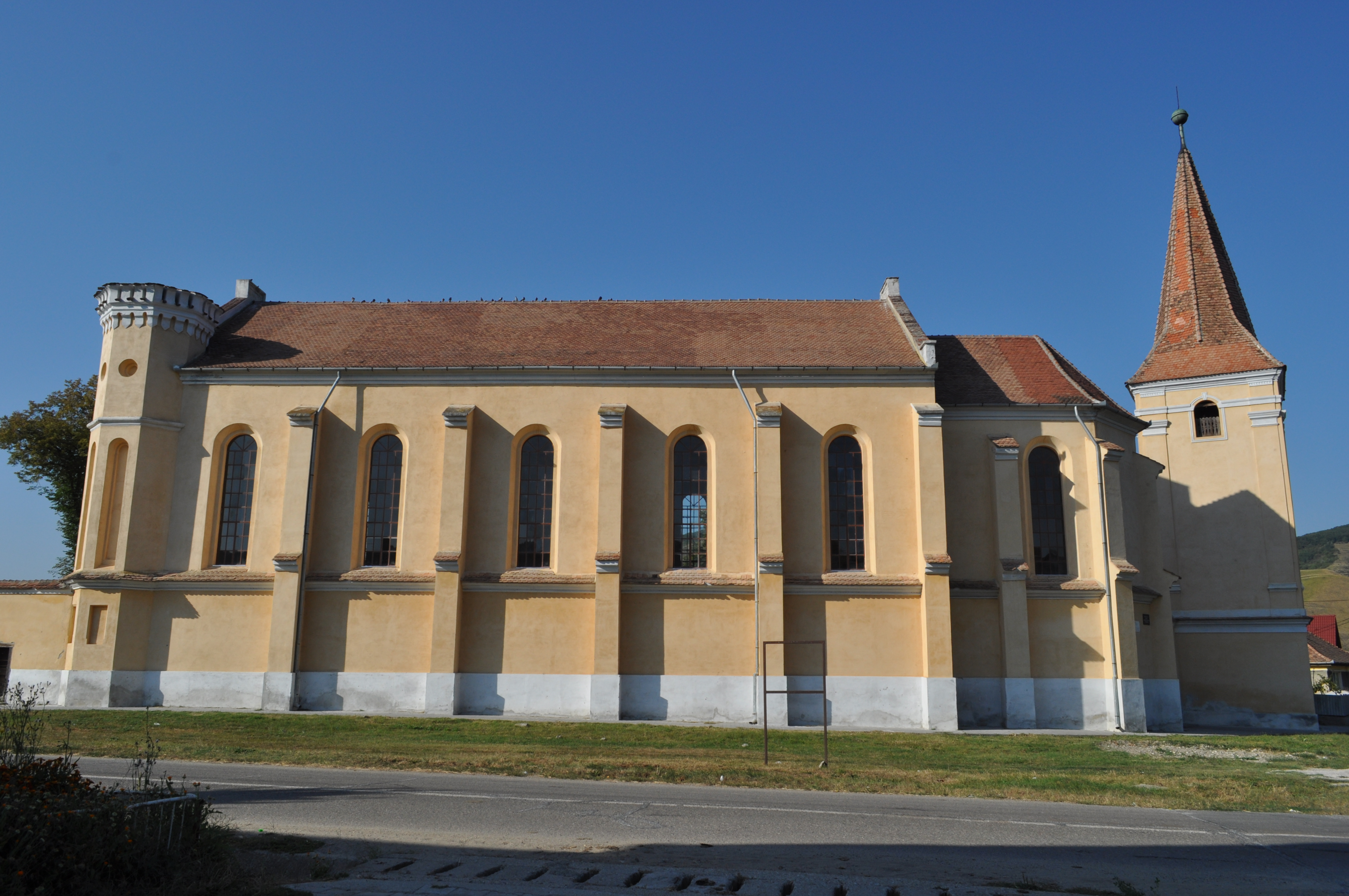
Wehrkirche Mănărade
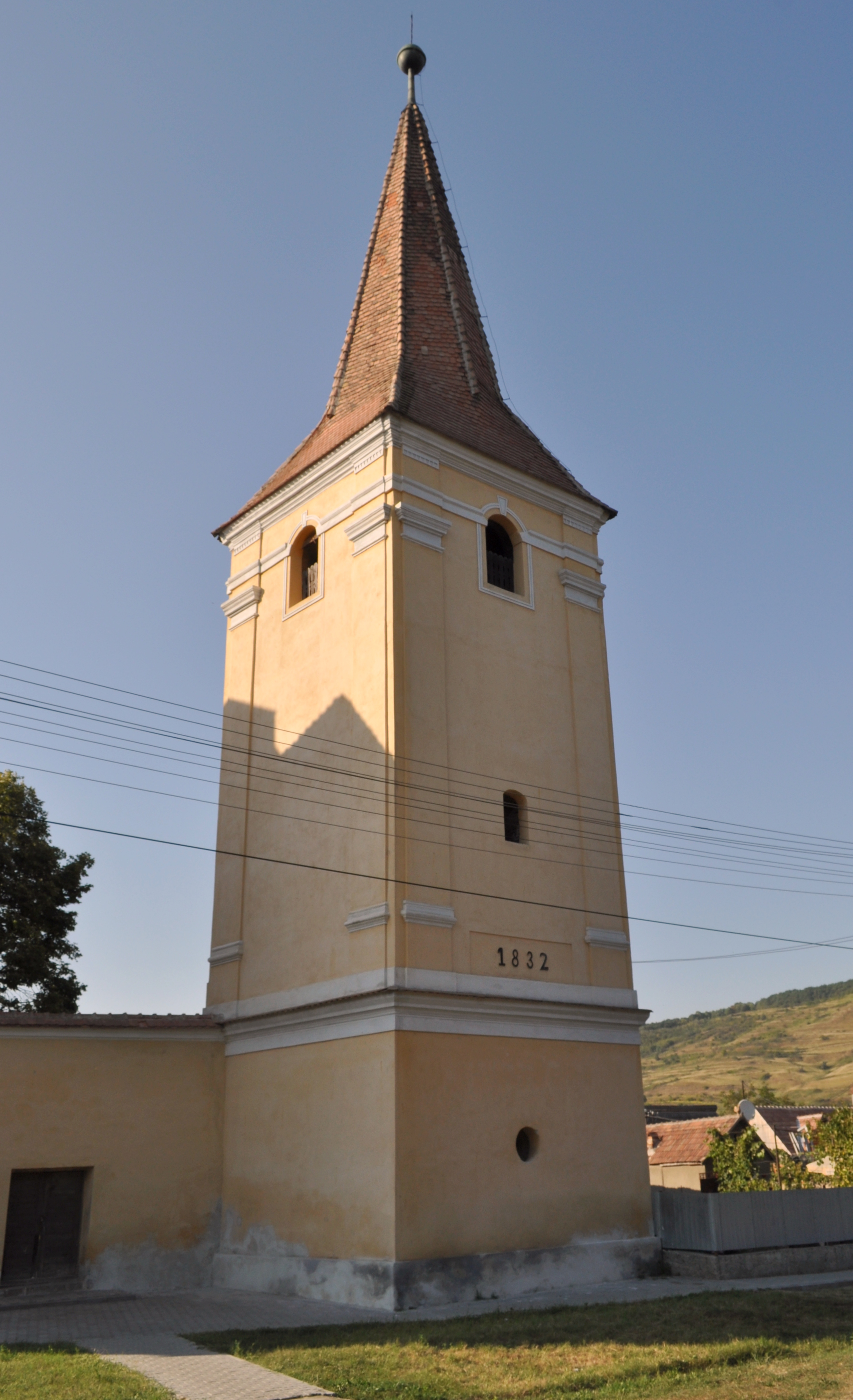
Glockenturm
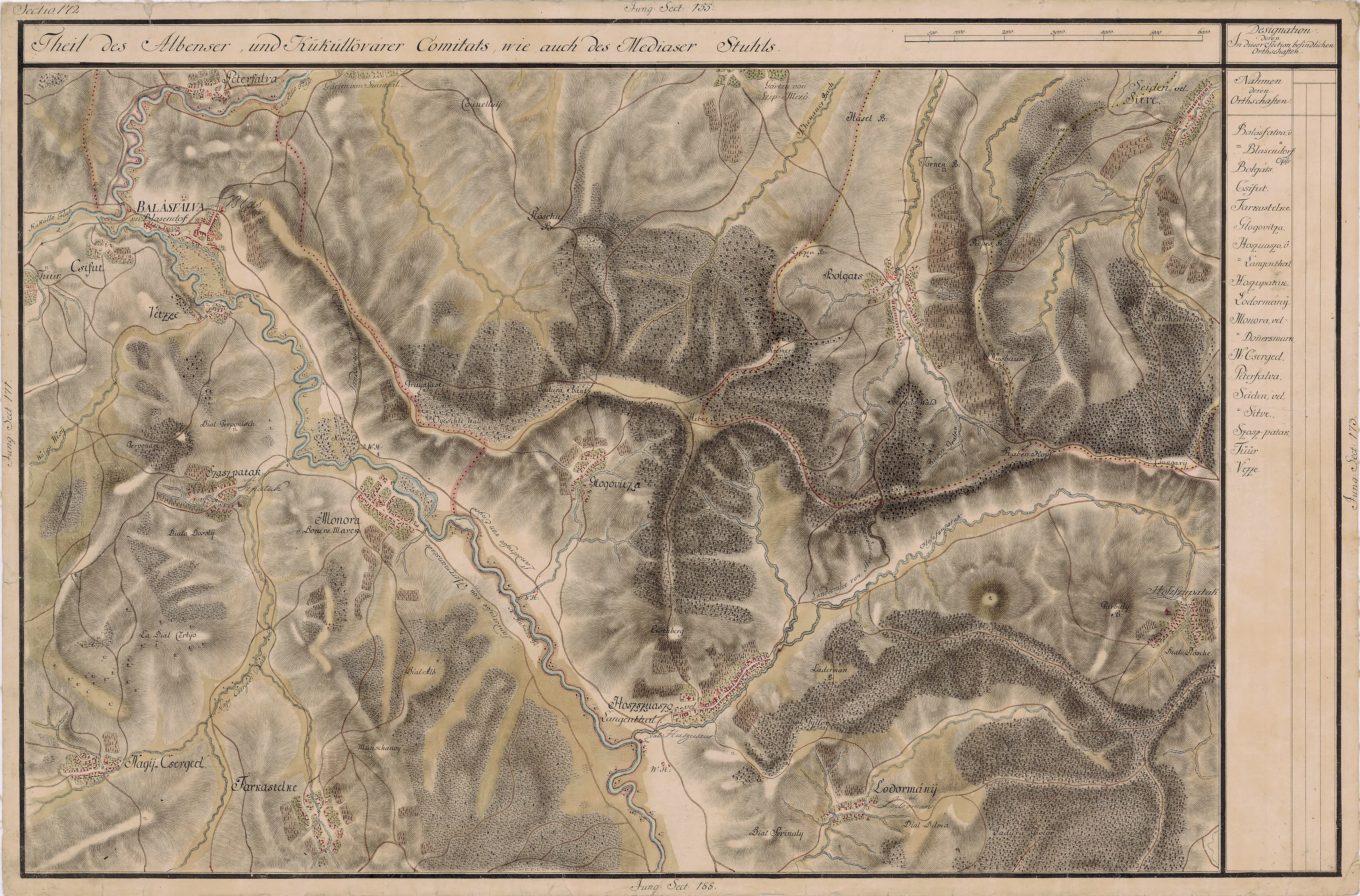
Josephinische Landaufnahme

## Söhne und Töchter der Stadt
- Andreas Schmidt (1912–1948), siebenbürgisch-sächsischer Politiker